# 삼각형의 중심
기하학에서 삼각형의 중심은 삼각형의 고유한 위치이다. 그 중에서 오심(五心)은 가장 널리 알려진 예이다. 내심, 외심, 방심은 원의 중심이고, 무게중심, 수심은 원의 중심이 아니다.

## 종류

### 삼각형의 오심

#### 내심
삼각형의 내접원의 중심으로 세 내각의 이등분선의 교점이다.

#### 외심
삼각형의 외접원의 중심으로 세 변의 수직이등분선의 교점이다. 예각삼각형의 외심은 삼각형의 내부에 있고, 직각삼각형의 외심은 빗변의 중점이며, 둔각삼각형의 외심은 삼각형의 외부에 있다.

#### 모양중심(무게중심)
삼각형의 꼭짓점과 그 마주보는 변의 중점을 이은 세 개의 선분(중선)이 만나는 점의 교점이다. 세 꼭짓점의 좌표가 각각 {\displaystyle (x_{1},y_{1}),(x_{2},y_{2}),(x_{3},y_{3})\,}인 삼각형의 무게중심의 좌표의 공식으로는 {\displaystyle \left({\frac {x_{1}+x_{2}+x_{3}}{3}},{\frac {y_{1}+y_{2}+y_{3}}{3}}\right)}가 있다.

#### 수심
삼각형의 세 꼭짓점에서 각각의 대변에 내린 수선의 교점이다.

#### 방심
삼각형의 한 내각의 이등분선과 다른 두 외각의 이등분선의 교점이다. 서로 다른 3개의 방심이 생긴다.

### 삼각형의 여러 중심들
| 삼각형의 중심들 | 이름              | 기호 | 삼선좌표(Trilinear Coordinates)                                                       |
| --------------- | ----------------- | ---- | ------------------------------------------------------------------------------------- |
| X1              | 내심              | I    | 1 : 1                                                                                 |
| X2              | 무게중심          | G    | bc : ca : ab                                                                          |
| X3              | 외심              | O    | cos A : cos B : cos C                                                                 |
| X4              | 수심              | H    | sec A : sec B : sec C                                                                 |
| X5              | 구점원의 중심     | N    | cos(B − C) : cos(C − A) : cos(A − B)                                                  |
| X6              | 대칭중심          | K    | a : b : c                                                                             |
| X7              | 제르곤 점         | Ge   | bc/(b + c − a) : ca/(c + a − b) : ab/(a + b − c)                                      |
| X8              | 나겔 점           | Na   | (b + c − a)/a : (c + a − b)/b: (a + b − c)/c                                          |
| X9              | Mittenpunkt       | M    | b + c − a : c + a − b : a + b − c                                                     |
| X10             | 슈피커 중심       | Sp   | bc(b + c) : ca(c + a) : ab(a + b)                                                     |
| X11             | 포이어바흐 점     | F    | 1 − cos(B − C) : 1 − cos(C − A) : 1 − cos(A − B)                                      |
| X13             | 페르마 점         | X    | csc(A + π/3) : csc(B + π/3) : csc(C + π/3) *                                          |
| X15 X16         | Isodynamic points | S ′  | sin(A + π/3) : sin(B + π/3) : sin(C + π/3) sin(A − π/3) : sin(B − π/3) : sin(C − π/3) |
| X17 X18         | Napoleon points   | N ′  | sec(A − π/3) : sec(B − π/3) : sec(C − π/3) sec(A + π/3) : sec(B + π/3) : sec(C + π/3) |
| X99             | Steiner point     | S    | bc/(b2 − c2) : ca/(c2 − a2) : ab/(a2 − b2)                                            |

## 같이 보기
- 무게 중심 (기하학)
- 오일러 직선